# Schizostachyum beddomei
Schizostachyum beddomei là một loài thực vật có hoa trong họ Hòa thảo. Loài này được (C.E.C.Fisch.) R.B.Majumdar miêu tả khoa học đầu tiên năm 1989.